# Балка Кам'яна
Балка Кам'яна (рос. Б.Каменная) — балка (річка) в Україні у Новомиколаївському районі Запорізької області. Права притока річки Верхньої Терси (басейн Дніпра).

## Опис
Довжина балки приблизно 8,34 км, найкоротша відстань між витоком і гирлом — 7,50 км, коефіцієнт звивистості річки — 1,11. Формується декількома балками та загатами. На деяких ділянках балка пересихає.

## Розташування
Бере початок на північно-східній стороні від села Сорочине. Тече переважно на північно-захід і на південно-східній околиці села Софіївки впадає в річку Верхню Терсу, ліву притоку річки Самари.

## Цікаві факти
- Біля гирла балки пролягає автошлях Т 0408[2] (автомобільний шлях територіального значення у Дніпропетровській та Запорізькій областях. Пролягає територією Павлоградського, Васильківського, Новомиколаївського, Оріхівського та Токмацького районів через Павлоград — Васильківку — Новомиколаївку — Оріхів — Токмак. Загальна довжина — 146,2 км.)